# 나카가와촌 (아키타현 가와베군)
나카가와촌(中川村)은 아키타현 가와베군에 있던 촌이다. 현재의 아키타시 남부, 유와지구의 중부, 아모노강의 양안에 해당한다.

## 역사
- 1889년 4월 1일 - 정촌제 시행에 의해 다네자와촌, 히라오토리촌, 사데코촌, 아이카와촌, 메메키촌, 도가자와촌의 구역으로 성립하였다.
- 1895년 11월 20일 - 다네히라촌, 도메가와촌이 성립해 나카가와촌은 폐지하였다.